# Erdélyi bástya

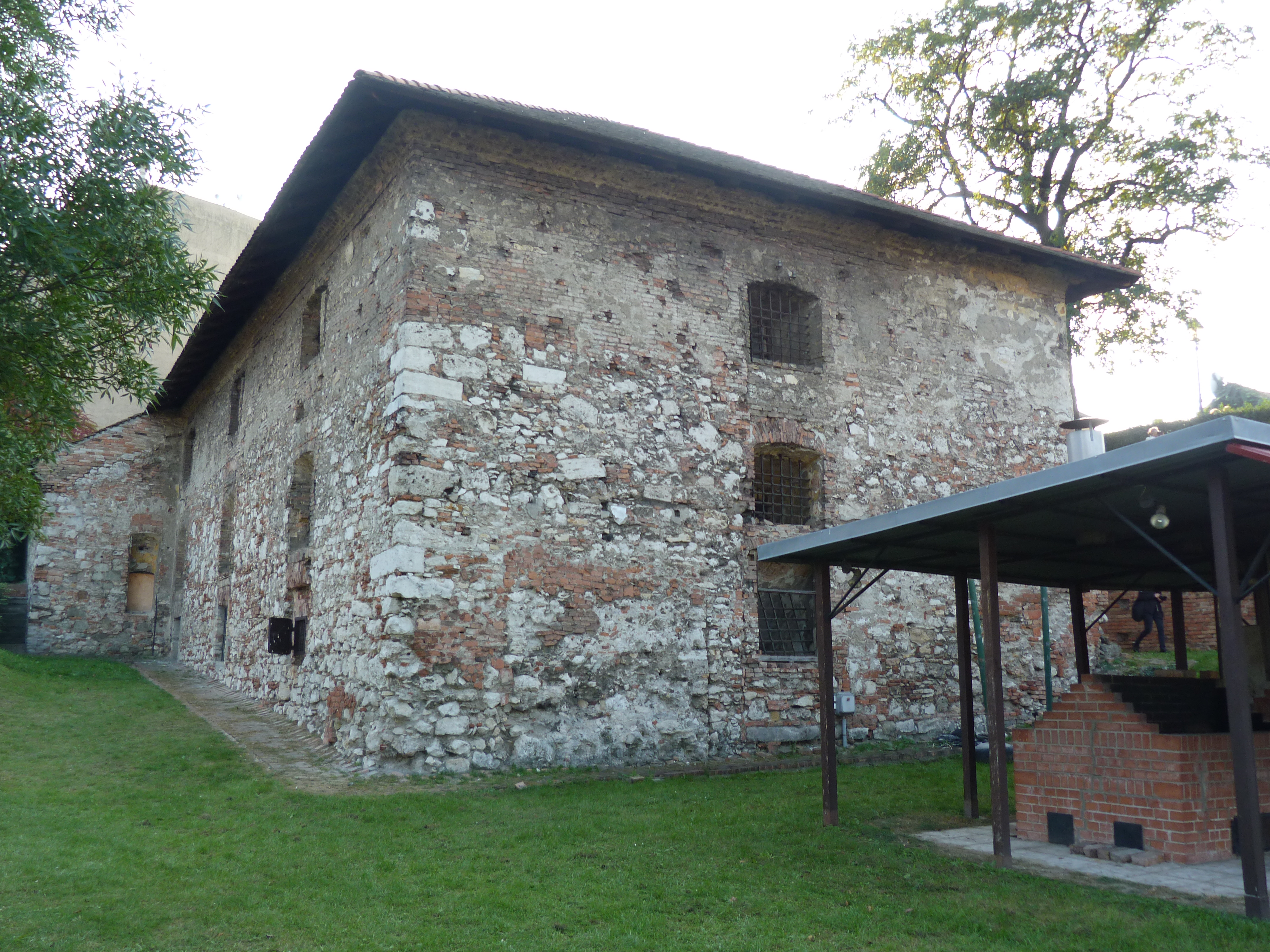
A volt Lőportár

Az Erdélyi bástya a budai Vár északkeleti részén található, az előtte álló József kaszárnya (Táncsics Mihály utca 9.) udvarát határolja. Ez a Bécsi kaputól keletre fekvő legfejlettebb védmű. Alaprajza szögletes, óolasz mintájú, valószínűleg Domenico da Bologna tervei alapján készült. Paolo Giovio szerint Szapolyai János építtette az 1530-as években. A bástya 50 méterre előreugró és 22 méter széles. Ék alakú homlokzatai hosszú szárnyakkal kapcsolódnak a várfalhoz. Az udvaron áll az egykori Lőportár.
1948-ban II. világháborús jóvátétel keretében a József kaszárnyával együtt az Amerikai Egyesült Államok nagykövetségének tulajdona lett, a magyar állam 2014-ben kapta vissza.
2019-ben interaktív régészeti kiállítás nyílt a Lőportárban.